# Eclipse (bài hát)
"Eclipse" là ca khúc cuối cùng trong album The Dark Side of the Moon (1973) của ban nhạc progressive rock Pink Floyd. Ca khúc được sáng tác và thể hiện bởi Roger Waters với giọng bè bởi David Gilmour và Rick Wright. Sau khi Waters chia tay ban nhạc, phần hát được Gilmour thể hiện trong các buổi trình diễn trực tiếp.
"Eclipse" được nối với ca khúc trước đó "Brain Damage" liền mạch không có đoạn chuyển, do đó 2 ca khúc này thường được phát sóng và trình diễn trực tiếp cùng nhau. Ca khúc được kết thúc với nhịp tim đập, giống với âm thanh mở đầu album trong ca khúc "Speak to Me".

## Thành phần tham gia sản xuất
- Roger Waters – hát chính, bass
- David Gilmour – guitar điện, hát bè
- Richard Wright – Hammond organ, hát bè
- Nick Mason – trống, bass, hiệu ứng băng thâu

Nghệ sĩ khách mời
- Lesley Duncan, Doris Troy, Barry St. John, Liza Strike – hát bè